# 格林丘克
48°27′41″N 26°36′34″E / 48.46139°N 26.60944°E
格林丘克（烏克蘭語：Гринчук），是烏克蘭的村落，位於該國西部赫梅利尼茨基州，由卡緬涅茨-波多利斯基區負責管轄，始建於1431年，面積1.25平方公里，2001年人口251，人口密度每平方公里200.3人。